# John Mawe
John Mawe (Derby, 1764 – 1829) è stato un mineralogista inglese che divenne noto per il suo approccio pratico alla disciplina.

## Biografia
Mawe nacque a Derby nel 1764 da Samuel Maw(e); sua madre morì quando lui aveva dieci anni e così venne allevato dalla seconda moglie di suo padre, Francis (nato Beigton). Nei primi anni di vita sembra aver trascorso quindici anni in mare e nel 1790 divenne capitano della nave mercantile Trent, che faceva la spola con San Pietroburgo.
Nel 1793, Mawe era apprendista a Derby presso il muratore Richard Brown (1736-1816), e ne sposò la figlia, Sarah, il 1º novembre 1794. Brown & Mawe era il nome del negozio al dettaglio vicino a Covent Garden che nel 1797 commerciava oggetti di marmo del Derbyshire creati presso uno stabilimento di Derby. Mawe era direttore di questa attività, fondata nel 1794. I diagrammi geologici degli strati del Derbyshire che sono fatti dai minerali del Derbyshire erano ritenuti tutti creati da White Watson, ma ora si pensa sia probabile che alcuni di questi oggetti attualmente ospitati presso il Derby Museum and Art Gallery siano stati effettivamente creati dalla Mawe & Brown.
Verso la fine del secolo fece un viaggio attraverso la maggior parte delle miniere in Inghilterra e Scozia, raccogliendo minerali per la collezione del re di Spagna.

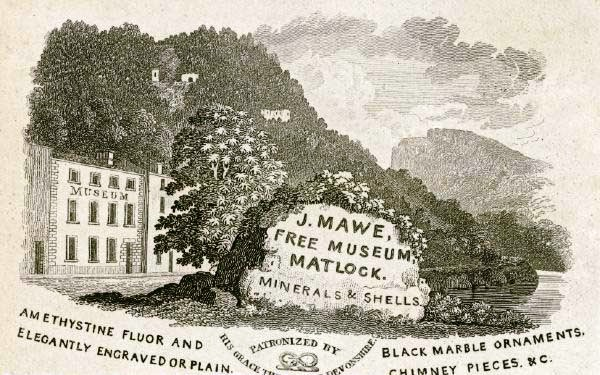
Il museo di Mawe a Matlock Bath.

Nel mese di agosto 1804 iniziò il "viaggio di esperimento commerciale" a Río de la Plata, finanziato dal principe reggente del Portogallo. La sua missione era quello di valutare il valore dei settori commerciali dell'oro e dei diamanti, che avrebbero potuto rivitalizzare l'economia in difficoltà del Brasile. Mawe aveva raggiunto Cadice, quando scoppiò la guerra tra Inghilterra e Spagna, e fu bloccato nella città, dove cadde malato e quasi morì. Salpò da Cadice nel marzo 1805 per Montevideo, e giunto in questa città fu imprigionato come una spia inglese. Si procurò la sua libertà subito dopo, ma fu internato, e non venne più rilasciato fino alla caduta di Montevideo per mano di William Beresford, I visconte Beresford nel 1806. Accompagnò poi la spedizione sotto John Whitelocke a Buenos Aires, e al suo ritorno a Montevideo acquistò una schooner e navigò alla volta del Brasile, fermandosi in vari porti lungo la strada, compresa l'isola di Santa Caterina. Egli fu ben accolto in Brasile dal principe reggente, che gli diede il permesso di visitare le miniere di diamanti del Minas Gerais ed altre parti all'interno durante il 1809-10, e inoltre gli concesse l'accesso agli archivi del governo.
Mawe tornò a Londra nel 1811, ed aprì un negozio in The Strand, vicino a Somerset House, divenendo ben presto famoso come un mineralogista pratico. Nel 1813 fu eletto alla Royal Geological Society of Cornwall, e nel 1817 ricevette il diploma di Mineralogischen Jena Gesellschaft.
John e Sarah Mawe ebbero due figli, un maschio e una femmina. Il loro figlio, John Saint Mawe (1797-1820) morì all'età di 22 anni, e Sarah richiese nel suo testamento di essere sepolta accanto a lui. La loro figlia sposò Anthony Tissington Tatlow (1789-1828), che divenne partner di Mawe in un negozio a Cheltenham nel 1816.
Mawe morì a Londra il 26 ottobre 1829. Una lapide alla sua memoria è nella chiesa di Castleton, in Derbyshire. La sua attività fu portata avanti dal mineralogista James Tennant, in collaborazione con la vedova di Mawe fino al 1840. Sarah Mawe ebbe il titolo di "Mineralogista di Sua Maestà" fino a quando si ritirò.

## Opere

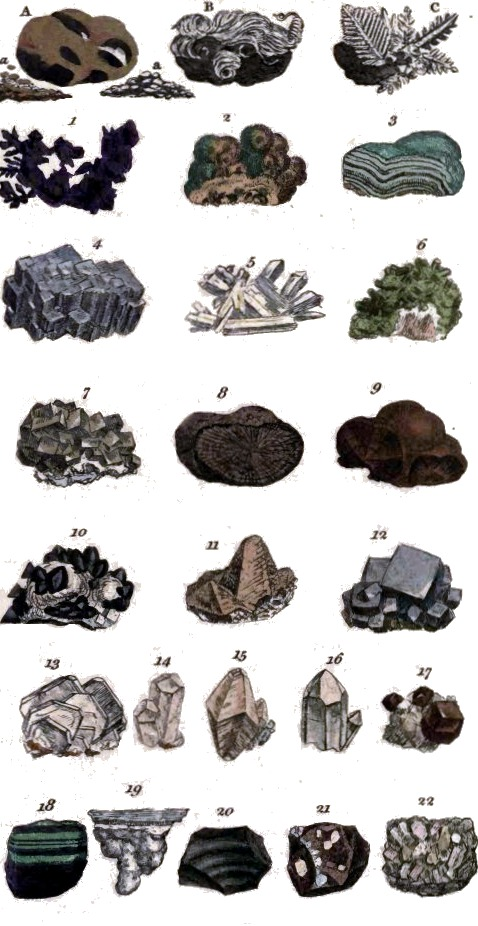
Illustrazione di James Sowerby & sons del 1821 alla terza edizione di Familiar Lessons on Mineralogy and Geology

L'opera principale di Mawe fu la narrazione del suo viaggio in Sud American, Travels in the Interior of Brazil, London, 1812; Philadelphia, 1816; 2nd edition, 1823.
Scrisse anche:
1. The Mineralogy of Derbyshire, 1802.
2. A Treatise on Diamonds and Precious Stones, 1813; 2nd ed. 1823.
3. A Catalogue of Minerals, 1815.
4. A Descriptive Catalogue of Minerals, 1816; 4th edit. 1821; reissued in 1823.
5. Familiar Lessons on Mineralogy and Geology, 1819; 10th edit. 1828.
6. Amateur Lapidary's Guide, 3rd edit. 1823; 1827.
7. Instructions for the use of the Blow-pipe and Chemical Tests, 4th edit. 1825.
8. The Voyager's Companion or Shell-Collector's Pilot, 1821; 4th edit. 1825.
9. The Linnæan System of Conchology, 1823.

Curò la seconda edizione del modifica Wodarch's Introduction to Conchology, 1822, e scrisse un articolo su The Occurrence of Diamonds, &c., in Brazil per gli Annalen der Physik di Ludwig Wilhelm Gilbert (1818), oltre ad uno On the Tourmaline and Apatite of Devonshire per il Quart. Journ. of Science, iv. (1818). Nello stesso periodo sembra anche aver firmato Directions to Captains of Ships, Officers, and Travellers; particularly to those engaged in the South Sea Fishery. Un documento manoscritto On a Gold Mine in South America è conservata nella biblioteca della Geological Society.
Un buon numero di pubblicazioni di Mawe furono ampiamente illustrate da James Sowerby e figli, che si specializzarono in tavolecolorate dettagliate.